# Ельтма
Ельтма — река в России, протекает в Первомайском и Шатковском районах Нижегородской области. Устье реки находится в 262 км по левому берегу реки Тёша. Длина реки составляет 26 км, площадь бассейна — 182 км².
Исток реки на Приволжской возвышенности в лесном массиве в 24 км к северо-востоку от города Первомайск. Исток лежит на водоразделе Суры и Оки, неподалёку берёт начало река Вышковка. Верховья Ельтмы находятся в Первомайском районе, среднее и нижнее течение — в Шатковском. В верхнем течении течёт на северо-запад, затем поворачивает на северо-восток. Всё течение проходит по ненаселённому лесному массиву (Разинское лесничество). Впадает в Тёшу в 5 км к юго-востоку от посёлка Шатки.

## Данные водного реестра
По данным государственного водного реестра России относится к Окскому бассейновому округу, водохозяйственный участок реки — Тёша от истока и до устья, речной подбассейн реки — Бассейны притоков Оки от Мокши до впадения в Волгу. Речной бассейн реки — Ока.
Код объекта в государственном водном реестре — 09010300212110000030472.